# میلیرینا
میلیرینا (به ایتالیایی: Miglierina) یک کومونه در ایتالیا است که در استان کاتانزارو واقع شده‌است.

## خصوصیات
میلیرینا ۱۳ کیلومترمربع مساحت و ۷۸۴ نفر جمعیت دارد و ۵۷۵ متر بالاتر از سطح دریا واقع شده‌است.